# Collezione storica TPER
La collezione storica TPER è un museo dei trasporti italiano, con sede a Bologna.
Si tratta di una raccolta di archeologia industriale legata alla storia dei trasporti pubblici di Bologna. La collezione comprende 31 rotabili storici, tra treni, tram, autobus e filobus, datati tra il 1887 e il 1994. Comprende inoltre circa 250 cimeli aziendali, 600 volumi e 7000 fotografie che documentano lo sviluppo del trasporto pubblico a Bologna tra il XIX e il XX secolo.
La collezione ha preso forma in vent'anni di ricerche e di recuperi, avviati nel 1977, in concomitanza con le celebrazioni per i cent'anni di trasporto pubblico a Bologna.
È situata in via Bigari, nella sede dell'ex deposito-officina delle tranvie Bologna-Pieve di Cento e Bologna-Malalbergo, nelle adiacenze della stazione di Bologna Centrale. Per l'inagibilità dell'edificio, la collezione è attualmente chiusa al pubblico.

## Materiale rotabile
I 22 rotabili storici sono raggruppati in tre sezioni.

### Dagli albori agli anni 1920
1. Carro merci ferroviario (1887)
2. Locomotiva tranviaria a vapore (1892)
3. Locomotiva ferroviaria a vapore SV 321 (1906)
4. Locomotiva a vapore tramviaria TBPM 9 - Bologna (1907)
5. Locomotore elettrico ad accumulatori ferrotramviario MCI 1 (1918)
6. Locomotiva a vapore ferrotramviaria TBPM 11 - Polesine (1923)
7. Elettromotrice tramviaria ATM 121 (1927)
8. Locomotore diesel ferrotramviario APT L 912 (1928).

### Dagli anni 1930 alla seconda guerra mondiale
1. Motocarrello ferroviario per manutenzione armamento (1930 circa)
2. Motocarrello ferroviario ad uso carro scala (1930 circa)
3. Elettromotrice tramviaria Acotral 210 - ex ATM 210 (1935)
4. Elettromotrice tramviaria ATM 218 (1938)
5. Rimorchiata pilota ferrotramviaria FCV R14 (1938)
6. Elettromotrice ferrotramviaria FCV M 5 (1938)
7. Locomotore elettrico ferroviario FCV L 902 (1938)
8. Elettromotrice tramviaria CCFP 199 - tipo Brill (1938)
9. Elettromotrice tramviaria CCFP 206 - tipo Brill (1943)

### Dagli anni 1940 in poi

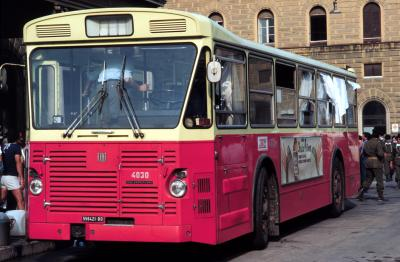
Il bus 4030 ATC.

1. Filobus snodato urbano ATM 1335 - tipo FIAT 2405 (1964)
2. Autobus bipiano urbano ACFT ex ATC 2727 - tipo FIAT 412h (1970)
3. Autobus interurbano ATC 160 - tipo FIAT 306/3 (1972)
4. Autobus urbano ATC 4030 - tipo FIAT 421/a (1973)
5. Autobus elettrico urbano a batterie ATC 2210 (eta beta) - tipo Pollicino FIAT Iveco CAM 49 au/e (1994).